# Bijeljevina Orahovička
Bijeljevina Orahovička falu Horvátországban Verőce-Drávamente megyében. Közigazgatásilag Raholcához tartozik.

## Fekvése
Verőcétől légvonalban 49, közúton 57 km-re délkeletre, községközpontjától légvonalban és közúton 2 km-re északra, Szlavónia középső részén, a Drávamenti-síkságon fekszik.

## Története
A területén előkerült történelem előtti leletek bizonyítják, hogy itt már ősidők óta éltek emberek. 
A település a 19. század második felében keletkezett Raholca északi, Lipov lug nevű határrészén a Mihalovics család birtokán. 1880-ban 63, 1910-ben 159 lakosa volt. 1910-ben a népszámlálás adatai szerint lakosságának 45%-a horvát, 35%-a magyar, 20%-a szerb anyanyelvű volt. Verőce vármegye Nekcsei járásának része volt. Az első világháború után 1918-ban az új szerb-horvát-szlovén állam, majd később (1929-ben) Jugoszlávia része lett. 1991-ben lakosságának 42%-a horvát, 19%-a szerb, 16%-a jugoszláv nemzetiségű volt. 2011-ben 37 lakosa volt.

## Lakossága
| Lakosság változása | Lakosság változása | Lakosság változása | Lakosság változása | Lakosság változása | Lakosság változása | Lakosság változása | Lakosság változása | Lakosság változása | Lakosság változása | Lakosság változása | Lakosság változása | Lakosság változása | Lakosság változása | Lakosság változása | Lakosság változása |
| ------------------ | ------------------ | ------------------ | ------------------ | ------------------ | ------------------ | ------------------ | ------------------ | ------------------ | ------------------ | ------------------ | ------------------ | ------------------ | ------------------ | ------------------ | ------------------ |
| 1857               | 1869               | 1880               | 1890               | 1900               | 1910               | 1921               | 1931               | 1948               | 1953               | 1961               | 1971               | 1981               | 1991               | 2001               | 2011               |
| 0                  | 0                  | 63                 | 95                 | 122                | 159                | 164                | 151                | 119                | 112                | 139                | 113                | 153                | 43                 | 36                 | 37                 |